# Sopa dos Pobres em Arroios (Domingos Sequeira)
Sopa dos Pobres em Arroios é uma gravura com base em desenho do artista português do Neoclassicismo Domingos Sequeira (1768-1837), tendo a gravação sido feita em 1813 por Gregório Francisco de Queirós, e que está atualmente no Museu Nacional de Arte Antiga, em Lisboa.
Este desenho representa a distribuição de uma malga de sopa aos habitantes da província que, em 1810, ao verem as suas terras devastadas com o avanço das tropas napoleónicas da Terceira invasão francesa de Portugal, fugiram para a capital, onde foram acolhidos pelos seus habitantes.
A grande composição de Domingos Sequeira, aberta em gravura a água-forte por Gregório Francisco de Queirós, em 1813, como documenta a subscrição inscrita, é uma das primeiras cenas de género realizadas em Portugal, tendo, em abril de 2016, sido seleccionada como uma das dez mais importantes obras artísticas de Portugal pelo projeto Europeana.

## Descrição
No desenho é patente o registo da observação direta das figuras que povoam todo o terreiro entre os edifícios. Representa o dramático refúgio da população dos arredores de Lisboa na capital, espoliada de alimentos e haveres, à medida do avanço das tropas francesas comandadas pelo General Massena, em 1810. No Largo de Arroios (actual Praça do Chile), cenário do desenho de Sequeira, fazia-se a distribuição diária de alimentos aos desalojados de guerra.
A gravura constitui um extraordinário documento da vida social da época, em especial das indumentárias de vários estratos sociais, profissionais e militares e de meios de transporte. Para Regina Anacleto, a composição apresenta-se muito rica e faz lembrar as cenas de costumes pintadas por Delerive.
O Largo de Arroios junto ao cruzeiro era ainda no princípio do século XIX um arrabalde de Lisboa, ameno, sussurante de hortas verdejantes, salpicado de casas e alguns palácios seiscentistas, tendo sido quando das invasões francesas, em especial da terceira invasão, ponto de chegada das gentes vindas das regiões circundantes da capital “taladas pelas botifarras dos soldados de Junot, Soult e Massena”.
Para Célia Pilão e Sandra Tacão, o edifício que na gravura se vê em primeiro plano ligeiramente à esquerda corresponde ao Convento de Arroios, edifício que ainda existe em estado degradado junto à Praça do Chile, em Lisboa, e a rua que no desenho se vê em perspectiva para a direita é o troço da Avenida Almirante Reis que vai da Praça do Chile para a Alameda D. Afonso Henriques.

## História
Segundo Manuel P. A. Crespo de San Payo, Domingos Sequeira usou intermitentemente ao longo da sua vida artística um Álbum de Desenhos, no qual existem desenhos preparatórios do desenho final que esteve na base da gravura Sopa dos Pobres em Arroios.
Aquele investigador divide o uso do Álbum de Desenhos em três fases, tendo sido na terceira fase que Sequeira executa várias páginas de estudos para a referida gravura, correspondendo ao período em que recuperou a liberdade, após ter sido acusado e preso, durante 9 meses, por colaboração com o invasores franceses.
Os franceses estavam na terceira e última invasão (Outubro/Novembro de 1810) do país, agora sob o comando de Massena, e para contrariar a sua aproximação de Lisboa as forças aliadas usam a táctica de terra queimada, o que provoca a deslocação em massa de populações rurais, em busca de protecção e alimentos na capital.
Nestas circunstâncias é provável que tenham faltado materiais básicos de desenho como papel, e talvez esta situação possa explicar o recurso de novo por Sequeira ao seu Álbum de Desenhos (de papel Fabriano) para os estudos para a gravura Sopa dos Pobres em Arroios, dos quais apenas se conhecem outros dois estudos, em folhas separadas.
Quando a gravura Sopa dos Pobres em Arroios foi impressa já os franceses haviam sido expulsos do país e daí a mesma ter sido dedicada ao príncipe regente D. João VI, conforme se lê no seu subscrito.

## Convento de Arroios
Em 1705, com o apoio mecenático da rainha D. Catarina de Bragança, viúva de Carlos II de Inglaterra, foi fundado o Colégio Conventual da Companhia de Jesus, destinado a formar os padres da congregação que iam para as Missões da Índia. O edifício era composto por igreja (entrada pela actual Rua Quirino da Fonseca) em torno da qual se organizava o Convento.
A partir de 1755, os jesuítas abandonaram progressivamente o edifício e no ano seguinte o Convento de Arroios foi ocupado pelas freiras da Congregação de Nª Senhora da Conceição da Luz. Portanto, à época das invasões francesas, o Convento de Arroios era usado por estas freiras, devendo-se muito provavelmente a elas a dádiva da sopa aos deslocados que a gravura de Domingos Sequeira retrata.   
Apesar da extinção das Ordens Religiosas, em 1834, o imóvel só ficou devoluto em 1890, com a morte da última freira, tendo sido anexado, em 1892, ao Hospital de São José, transformando-se as suas instalações em enfermarias especializadas em varíola e tuberculose, e passado a ser designado por Hospital de Arroios. Ao longo do século XX os edifícios do antigo convento foram reconvertidos a várias funções hospitalares até que foram encerradas em 1992, passando a funcionar apenas como depósito, e tendo mais recentemente sido adquiridos por promotores imobiliários tendo em vista a construção de um condomínio privado.
A igreja do antigo convento que está classificada como Monumento de Interesse Público foi afecta ao culto ortodoxo (a cargo da Comunidade Ucraniana de Arroios) a partir de 2000. Na Igreja destaca-se a fachada principal com portal com as armas de Portugal e de Inglaterra e rematada por um nicho exibindo a imagem de Nª Senhora da Conceição, ladeada por duas torres sineiras.

## Ligação externa
- Página oficial do Museu Nacional de Arte Antiga